# Thryptomene biseriata
Thryptomene biseriata là một loài thực vật có hoa trong Họ Đào kim nương. Loài này được J.W.Green miêu tả khoa học đầu tiên năm 1986.